# البحر، البحر (رواية)
البحر، البحر (بالإنجليزية: The Sea, the Sea)‏ هي رواية للكاتبة البريطانية آيريس مردوك، نشرت عام 1978، لأول مرة عن دار نشر تشاتو آند ويندوس.